# Valle Cannobina
Das Valle Cannobina (deutsch auch Cannobinertal oder Cannobinatal, lom. Val Cannobina) ist ein recht wenig erschlossenes Tal im Piemont in der italienischen Provinz Verbano-Cusio-Ossola. Am Taleingang liegt der namensgebende Ort Cannobio am Westufer des Lago Maggiore. Von dort erstreckt sich das etwa 25 Kilometer lange Tal in westnordwestlicher Richtung, eingebettet zwischen dem Gridone (2188 m) im Norden und dem Monte Zeda (2156 m) im Süden.
Der Bach des Tals, der Cannobino, hat sich stellenweise klammartig in die Felsen eingegraben. Das Tal ist mit einer asphaltierten Straße erschlossen. Es gibt mehrere kleinere Ortschaften im Tal, diese gehören zu den Orten Cavaglio, Spoccia, Cursolo, Orasso, Falmenta, die gemeinsam die Gemeinde Valle Cannobina bilden, sowie Gurro. Zudem befindet sich die Fraktion Finero der Gemeinde Malesco am Ende des Tals. Von dort führt die Straße über die Pian dei Sali (985 m) und den Fineropass ins benachbarte Valle Vigezzo. Die älteste Siedlung ist das im 14. Jahrhundert gegründete Orasso.  Im Jahr 2012 lebten weniger als 1000 Menschen im Tal, nachdem die Zahl der Einwohner im 19. Jahrhundert noch mehrere Tausend betrug. Der Bevölkerungsrückgang ist vor allem auf die fehlenden Arbeitsplätze im Tal und auf die schwindende Bedeutung der Esskastanie als Nahrungsmittel zurückzuführen.
Entlang der nördlichen Hänge des Tales führt ein alter Saumpfad, die Via Borromea, benannt nach Karl Borromäus, dem Erzbischof von Mailand, der 1574 das Tal besuchte. Früher diente der Weg als Reise- und Handelsverbindung des Tales, heute hat er vor allem touristische Bedeutung und wird als Wanderroute oder Mountainbike-Strecke genutzt. Er durchquert die Ortschaften der nördlichen Talseite sowie zahlreiche von Zuflüssen des Cannobino geschaffene Schluchten und führt über viele alte Steinbrücken.